# Misiones jesuitas del Sur

Logo de la Compañía de Jesús.

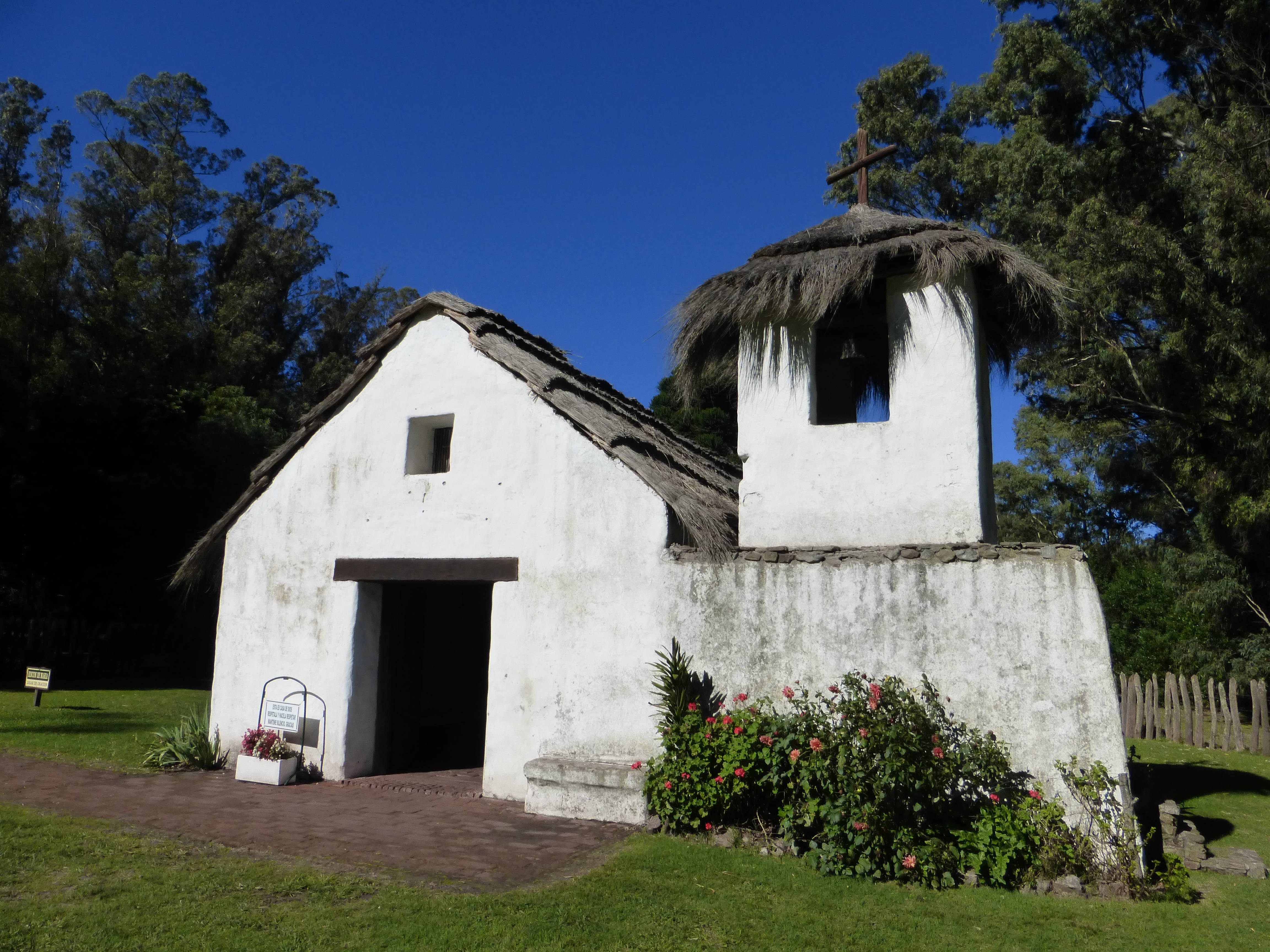
Reconstrucción de la misión jesuita de Nuestra Señora de Pilar, ubicada junto a la laguna de los Padres.

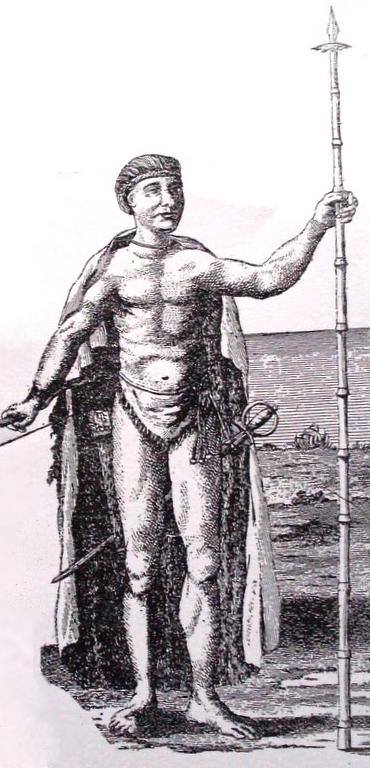
El cacique Cangapol retratado por Tomás Falkner.

Las misiones jesuitas del Sur fueron tres reducciones de la Compañía de Jesús ubicadas en la llanura pampeana al sur del río Salado del sur, en lo que hoy es Argentina. Fueron fundadas -y abandonadas- en el siglo XVIII cuando el área era zona de frontera entre la gobernación del Río de la Plata, perteneciente al Virreinato del Perú, y las naciones indígenas de la Pampa, con la finalidad de evangelizar, reducir y convertir a los indígenas de dicha región.

## Antecedentes
La presencia jesuita en el área indígena ubicada hacia el sur de la Ciudad de Buenos Aires comenzó en 1674 cuando el padre Tomás de Baeza se hizo cargo de la reducción de Tubichaminí en el pago de Magdalena. Esta misión había sido fundada en 1615 con mbeguaes de las encomiendas de Buenos Aires y fue abandonada en 1712. En las inmediaciones de Buenos Aires los jesuitas tuvieron además estancias pobladas por indígenas, como la de Areco, la de Caaguané y la de San Vicente Ferrer.
El 21 de mayo de 1684 el rey dictó una real cédula por la que concedió licencia a los jesuitas para que entraran en las tierras ubicadas hacia el sur de Buenos Aire,s hasta el estrecho de Magallanes, cuatro misioneros acompañados de una escolta militar a fundar misiones.
En 1738 los españoles de Buenos Aires expulsaron del territorio bajo su control al cacique Mayupilqui, hasta entonces su aliado. La acción provocó de inmediato incursiones de las tribus de los caciques Hscuicanantu y Carulonco sobre los pagos de Areco y Arrecifes. El maestre de campo Juan de San Martín y Gutiérrez encabezó una salida de represalia pero al no poder dar alcance a los responsables atacó el campamento del viejo cacique Calelián (llamado Calelián el Viejo), quien fe muerto en el asalto. Su hijo, de igual nombre (Calelián el Jóven), se encontraba ausente. Al tomar noticia de lo sucedido, al frente de 300 guerreros se lanzó sobre el pago de Luján. Juan de San Martín y Gutiérrez salió a hacerles frente con 600 milicianos y alguna tropa de línea pero nuevamente fue incapaz de darles alcance. Esta vez, masacró una tropa de huiliches y se dirigió a las orillas del río Salado en donde bajo la protección del gobernador de Buenos Aires Miguel de Salcedo tenía sus tiendas el cacique Tolmichi (o Tolichilla). San Martín mató al cacique y ordenó el ataque. Tal como sucediera con Calelián, el hijo mayor de Tolmichi se encontraba de caza, por lo que sobrevivió y junto a parcialidades de puelches y moluchas «pusieron á fuego y sangre en 1739 un espacio de cien leguas desde las fronteras de Córdova lo largo del Rio de la Plata».
En 1739 representantes de tribus vecinas a la campaña bonaerense, dos de puelches y dos de tehuelches, se presentaron en la ciudad de Buenos Aires para peticionar «por las vidas, y también le pidieron, que les permitiese habitar entre los españoles en las haciendas de campo, como hasta allí lo habían hecho». Salcedo respondió que sólo lo permitiría si se reunían en poblados y aceptaban misioneros, lo que fue aceptado. 
El cacique serrano Cacapol (apodado Juan el Bravo) murió a mediados de 1740 y su hijo y heredero Cangapol (apodado como Nicolás el Bravo o simplemente Bravo) convocó a todas las parcialidades indígenas a un gran malón. En septiembre de ese año, se lanzaron sobre los pueblos de Arrecifes y Luján, dando muerte a cientos de vecinos. Poco después volvió a atacar, ahora en el pago de La Matanza, muy cerca de Buenos Aires. Al conocerse la noticia y el avance hacia Buenos Aires, el estupor y el terror cundió en la ciudad. El caos imperaba y sus vecinos se refugiaban en los templos temiendo una nueva invasión. Cangapol detuvo su ataque a sólo siete leguas de la ciudad. Al año siguiente lazó una nueva serie de ataques, sobre Magdalena, La Matanza y Luján. En total, estos ataques causaron la muerte de cientos de personas, habiendo fuentes que las elevan a 800 españoles muertos.
De acuerdo a escritos jesuitas, a fines de febrero de 1740 el superior provincial de la provincia jesuítica del Paraguay, Antonio Machoni, hallándose en Santa Fe recibió el pedido de un grupo de pampas de ampararse en los jesuitas. Otras fuentes dicen que el gobernador Salcedo llamó a los jesuitas para intentar pacificar la región. Machoni destinó a los sacerdotes Matías Strobel (austríaco) y Manuel Querini (griego veneciano) a la fundación de misiones en las pampas de Buenos Aires. El proyecto fue aprobado por real cédula de 5 de noviembre de 1741.

## Historia

### Concepción de los Pampas
Unos 350 pampas remanentes de las zonas de Magdalena y La Matanza -llamados carayhet probablemente por su relación con Juan de Garay, pero también llamados magdalenitas y matanceros- fueron reunidos y el 9 de mayo de 1740 partieron de Buenos Aires con los padres Strobel y Querini. Los caciques pampas carayhets convocados eran Lorenzo Manchado, José Acazuzo, Lorenzo Maciel y Pedro Millán. Además estaba el pampa serrano José Yahatí. El 26 de mayo de 1740, luego de cruzar el río Salado, fundaron la misión de Nuestra Señora en el Misterio de su Concepción de los Pampas, conocida comúnmente como Concepción de los Pampas. La reducción se ubicó sobre unos 10 km al sur del río Salado, a unos 25 km de su desembocadura y cerca de la actual localidad de Castelli. En 1744 la misión fue trasladada a una lomada (loma de los Negros) al sudoeste de la laguna La Seca para evitar las inundaciones del río Salado. En 1746 fueron censados 203 individuos en la reducción.

### Tratado de paz
En 1741 el gobernador Salcedo encomendó al maestre de campo Cristóbal Cabral internarse en las tierras al sur del río Salado con el objetivo de alcanzar un acuerdo de paz con los pampas. Cabral se encontró con un grupo de caciques en las sierras del Cairú, donde logró detener los malones. Al año siguiente, el nuevo gobernador Domingo Ortiz de Rozas envió a Cabral con 700 milicianos acompañados por Strobel como capellán y en la sierra de Casuhatí (Sierras de la Ventana) logró la firma de un tratado de paz con Cangapol, encomendándole al cacique la defensa de las tierras al sur del río Salado. Cangapol debía situar sus tolderías en las sierras de Tandil y de Cairú (Sierra Chica) y no dejar pasar ningún indígena hacia Buenos Aires sin autorización del gobernador.

### Exploraciones
El 24 de noviembre de 1743 el rey Felipe V de España dictó una real cédula —complementada por otras dos al año siguiente— ordenando al gobernador de Buenos Aires que enviara una expedición de reconocimiento desde Buenos Aires al estrecho de Magallanes con la:

...concurrencia de dos o tres padres de la Compañía de Jesús, con la escolta proporcionada y embarcación que tuviese por conveniente.

El monarca ordenó insistir si no se lograban el objetivo en el primer viaje y dispuso que en lo posible se fundara una población en la bahía San Julián. El gobernador del Río de la Plata, José de Andonaegui, encomendó a los jesuitas José Cardiel, Matías Strobel y José Quiroga realizar la expedición naval a las costas de la Patagonia con el objetivo de recorrerlas en busca de asentamientos indígenas en los cuales se pudieran establecer 16 pueblos misioneros. El 16 de diciembre de 1745 los tres sacerdotes partieron de Buenos Aires en el bergantín San Antonio que iba al mando del capitán Joaquín Olivares y Centeno. Los expedicionarios alcanzaron Puerto Deseado el 6 de enero de 1746. Luego de realizar exploraciones, cinco días después continuaron hacia el sur sin encontrar la bahía San Julián ni los estuarios de los ríos Gallegos y Santa Cruz, pero descubriendo la desembocadura del río Coig, que Olivares denominó Ensenada de San Pedro. La expedición regresó desde el cabo Vírgenes hasta la bahía San Julián en donde dejaron una cruz con la inscripción Reinado de Philipe V. Año 1746. El 19 de febrero de ese año, desde San Julián Cardiel y 34 voluntarios se internaron unos 120 km tierra adentro en misión de exploración. Al no encontrar tierras adecuadas ni indígenas, regresaron a Buenos Aires a donde llegaron el 4 de abril de 1746. Strobel informó que la tierra era incapaz de poblarse.
Con la anuencia del provincial Bernardo Nusdorffer y del gobernador en 1744 el misionero inglés converso al catolicismo en Buenos Aires, Thomas Falkner, acompañado por un peón guaraní salió de la estancia de San Vicente Ferrer arribando Concepción de los Pampas el 3 de noviembre de 1744. Con el peón y seis pampas de la Concepción viajó hacia el cabo Corrientes y desde allí se internó en las sierras del sistema de Tandilia hasta el paraje denominado Vulcán (sierras del Vuul-Can) en busca de los pampas serranos. Tomó contacto con ellos y designó un lugar para establecer una reducción, pero cuando los indígenas recibieron noticias de la muerte del cacique Calelián el Joven luego de viajar a Buenos Aires, ser tomado prisionero por los españoles y embarcado a España, abandonaron el lugar y Falkner regresó a Buenos Aires. 
Los misioneros usualmente empleaban la lengua pampa para la evangelización y la propagación del catolicismo,
pero Falkner expresó respecto del idioma que hablaban los serranos de Vulcán: ...la de los puelches ya no está en uso y se habla la lengua de Chile, evidenciando el avance del proceso de araucanización de las pampas.

### Nuestra Señora del Pilar de Puelches
Con las noticias recabadas por Falkner, el superior provincial Nusdorffer dispuso un nuevo viaje a la zona de Vulcán (para desde allí proseguir con el tiempo hasta el Estrecho) emprendido en 1746 por Cardiel y Falkner, quienes partieron el 18 de julio de 1746 con la intención de ganarse la voluntad de los indígenas y regresar luego a formales un pueblo.
Cardiel, en su carta de relación, escribió que a finales de agosto de ese año encontraron como 300 indígenas que:

... mostraron gusto de que los formáramos pueblo, aunque algunos se mostraban adversos a la cristiandad.

El 13 de noviembre de 1746, a orillas de la laguna de Las Cabrillas -hoy laguna de los Padres- en la región de las sierras del Volcán, fundaron una segunda misión a la que llamaron Nuestra Señora del Pilar de Puelches, denominación debida a que padre Cardiel llevaba consigo una estampa de Nuestra Señora del Pilar.
Debido a que los jesuitas llevaron muchos objetos para comerciar, un año más tarde se agregaron los caciques hermanos puelches Manrique y Chuyantuya con 24 toldos. En noviembre de 1747 Cardiel fue reemplazado por Strobel al frente de la reducción. En febrero de 1748 los dos caciques se fueron con sus tribus al acabarse la mercadería para comerciar, pero regresaron luego y se fueron varias veces de nuevo fluctuado la población hasta 500 personas.
La reducción de Nuestra Señora del Pilar llegó a contar con una población de 1200 indígenas cuando el cacique serrano Felipe Yahatí se le incorporó con sus hermanos luego de ser tomado prisionero y obtener la libertad por pedido jesuita. Tal fue su desarrollo que el 1 de enero de 1751 quedó constituido su cabildo luego de ser elevada a la categoría de pueblo. Además se destacó por haber sido la pionera en el cultivo del trigo en el sudeste de la actual provincia de Buenos Aires.

### Desamparados de Tehuelches
Por pedido del gobernador el 6 de mayo de 1748 Cardiel con 5 pampas salió desde Nuestra Señora del Pilar a explorar los territorios al sur del río Colorado en un intento de establecer otra reducción. Sus acompañantes lo abandonaron en el río Quequén Salado y en el río Sauce (actual río Negro) tomó contacto con los caciques tehuelches Chanel, Sacachú (o Sacach) y Taychoco, quienes los acompañaron de regreso a Nuestra Señora del Pilar.
En julio de 1749 Cardiel solicitó al provincial Manuel Querini el envío de misioneros y al gobernador el permiso para fundar una nueva misión debido a que la conformación étnica múltiple en Pilar causó algunos conflictos y los tuelches piden pueblo y padre aparte. Strobel envió a 8 indígenas a formalizar el pedido a Buenos Aires, pero fueron maltratados y tomados prisioneros, logrando luego escapar algunos. El acontecimiento demoró la fundación de la reducción e hizo que la mayoría de los tehuelches e retiraran, excepto parte de los indígenas de la tribu de Taychoco.
Como resultado en enero de 1750 arribó el padre Lorenzo Balda a Nuestra Señora del Pilar. El 21 de febrero de 1750 Balda fundó con 1200 tehuelches una tercera misión a la que denominó Misión de los Desamparados de Tehuelches, conocida como Virgen de los Desamparados cerca del arroyo Las Brusquitas en la sierra de Copelina a cuatro leguas al sur de Nuestra Señora del Pilar. Sin embargo, la misión apenas comenzó a construirse debió ser abandonada y el padre Balda no llegó a establecerse en ella.

### Abandono de las misiones
Pero la vida de las tres misiones jesuitas de la Pampa fue muy breve. Los enfrentamientos entre las diversas tribus derivaron en malones indios. En 1749 Cangapol ofreció incorporarse al pueblo del Pilar, pero fue condicionado por el gobernador y quedó ofendido. En 1750 visitó el pueblo, pero formó una coalición indígena y el 28 de agosto de 1751 lanzó un malón sobre las estancias del río Salado, a la vez que proyectó destruir las reducciones. Cuando el cacique Ayalep se opuso a esto último, fue masacrado con sus guerreros por Cangapol "El Bravo". El 24 de febrero de 1751 Cangapol destruyó la misión de los Desamparados, corriendo peligro el padre Vilert que se hallaba en ella, quien con algunos españoles se refugió en Pilar.
Al no conseguir apoyo del gobernador, el 1 de septiembre de 1751 Strobel evacuó Nuestra Señora del Pilar con unos pocos indígenas que lo siguieron. Sin embargo, más adelante se le sumaron los demás habitantes de la reducción y se dirigieron a los montes del Tordillo a refundarla. Una delegación viajó a Buenos Aires a solicitar autorización, pero el gobernador Andonaegui les negó que fuera regida por los jesuitas y los amenazó, por lo que todo el grupo se unió a la reducción de Concepción de los Pampas.
Luego de que los españoles asesinaran en Concepción al cacique José Yahatí, su hermano Felipe asaltó la reducción el 13 de enero de 1752 con 300 guerreros, pero fue repelido por los milicianos. Tras saquear la hacienda de la reducción, Yahatí fue tomado prisionero y asesinado por Cangapol. La misión de Concepción de los Pampas se salvó de su ataque porque en ella vivía una de sus hermanas, pero el 29 de noviembre de 1753 realizó un malón sobre Salto. En 1753 fue abandonada y los pocos pampas que en ella habitaban se dispersaron entre los mapuches.
En 1968 se inauguró una réplica de la misión de Nuestra Señora del Pilar en la laguna de los Padres.